# Hof ter Welle
het Hof ter Welle, ook gekend als het Oud Geestelijk Hof is een voormalig klooster en omwald kasteel, in Beveren, Oost-Vlaanderen dat vanaf 2017 als erfgoedhuis functioneert.

## Geschiedenis
De geschiedenis start in de 13e eeuw. Het goed evolueerde van een omwalde hofstede, met centrale binnenplaats, in de late middeleeuwen tot een renaissancekasteel, bewoond tot in de zeventiende eeuw. De laatste wijzigingen werden aangebracht in de 19de eeuw door de toenmalige residerende diocesane zusters. Het domein was de zetel de geslachten Vilain XIIII (1414), van Pottelberghe, Delplano en Foulon d'Anteville.In 1723 werd Hof ter Welle, aangekocht door de bemiddelde geestelijke dochter Anna Piers, die het omgedoopte tot Geestelijk Hof. Het slot werd verbouwd tot een weeshuis: er werd een ruime kapel gebouwd met orgel, en koorbanken voor de kloosterzusters. De zusters verschaften er meer dan 150 jaar onderdak aan jonge, ouderloze meisjes. Het klooster en omgeving werden beschermd als monument in 1974. De laatste zusters verlieten het Oud geestelijk Hof in 1988, waarna het dienstencentrum Hof ter Welle vzw hun sociale taken overnam.De gemeente Beveren kocht de gebouwen in 1980, waarna het kasteel tussen 2015 en 2017 een diepgaande restauratie onderging. Er werd besloten om een nieuwe bestemming te geven aan de gebouwen en het slot werd ingericht als gemeentelijk Erfgoedhuis van Beveren.